# Karl Senft
Karl Senft (fl. XIX-XX secolo) è stato un calciatore svizzero.

## Carriera
Originario della Svizzera, fu socio del Genoa dal 1902 al 1905.
Con i rossoblu esordì il 9 marzo 1902 nel derby casalingo vinto per 3 a 1 contro l'Andrea Doria. Nel successivo incontro del 16 marzo, che vide il Genoa opporsi alla Mediolanum, segnò la sua prima doppietta in rossoblu.
Tra le file del Genoa vinse tre scudetti consecutivi, nel 1902, 1903 e nel 1904 mentre nel 1905 dovette accontentarsi del secondo posto nella classifica finale alle spalle della Juventus.
Partecipò nell'aprile 1903 anche al primo match disputato da un club italiano in terra straniera, incontro che vide il Genoa affrontare il Football Velo-Club de Nice. La partita terminò per tre a zero per i rossoblu e vide Senft autore di una doppietta.
Al termine della stagione del 1905 si ritirerà dall'attività agonistica.
Con i genovesi vanta anche 11 presenze in Palla Dapples.

## Palmarès

### Calciatore

#### Club

##### Competizioni nazionali
- Campionato italiano: 3

Genoa: 1902, 1903, 1904